# Mitsubishi Motors Football Club 1991-1992
Questa voce raccoglie le informazioni riguardanti il Mitsubishi Motors Football Club nelle competizioni ufficiali della stagione 1991-1992.

## Stagione
Confermata la rosa della stagione precedente con in più alcuni calciatori argentini acquistati dai campionati sudamericani, il Mitsubishi Motors disputò la sua ultima stagione da squadra dilettantistica concludendo al penultimo posto in Japan Soccer League (senza tuttavia incorrere nella retrocessione di categoria in quanto già in possesso dei requisiti per iscriversi in J. League) e venendo eliminato nelle fasi iniziali delle altre competizioni a cui era iscritto.

## Maglie e sponsor
Nella prima parte della stagione le divise, prodotte dalla Puma, sono interamente rosse con ai bordi degli inserti bianchi e blu. Successivamente verranno ripristinati i calzoncini di colore bianco, coi calzettoni che tuttavia divengono neri. Sulle maglie campeggiano la scritta Mitsubishi Motors e il simbolo aziendale, entrambi di colore bianco.
| Manica sinistra · Manica sinistra · Maglietta · Manica destra · Manica destra · Pantaloncini · Calzettoni | Manica sinistra · Maglietta · Maglietta · Manica destra · Pantaloncini · Calzettoni |  |

## Organigramma societario
Area direttiva
- Presidente: Yasuo Shimizu[1]
- Vice presidente: Yoshisada Okano[1]
- Amministratore delegato: Takaji Mori

Area tecnica
- Allenatore: Kazuo Saitō
- Collaboratore tecnico: Hisao Suzuki
- Allenatore in seconda: Hiroshi Muramatsu

## Rosa
| N. |                      | Ruolo | Calciatore            |
| -- | -------------------- | ----- | --------------------- |
| 1  | Giappone (bandiera)  | P     | Akihisa Sonobe        |
| 2  | Giappone (bandiera)  | D     | Makoto Taguchi        |
| 3  | Giappone (bandiera)  | D     | Tadashi Sasaki        |
| 4  | Giappone (bandiera)  | D     | Hisataka Ikuta        |
| 5  | Giappone (bandiera)  | D     | Katsuyoshi Shintō     |
| 6  | Giappone (bandiera)  | C     | Osamu Hirose          |
| 7  | Giappone (bandiera)  | C     | Hiroyuki Tsujiya      |
| 8  | Giappone (bandiera)  | C     | Atsushi Natori        |
| 9  | Giappone (bandiera)  | A     | Hiromi Hara           |
| 10 | Giappone (bandiera)  | A     | Masahiro Fukuda       |
| 11 | Giappone (bandiera)  | A     | Yasushi Yoshida       |
| 12 | Giappone (bandiera)  | D     | Morihiko Yamaji       |
| 13 | Giappone (bandiera)  | A     | Yasushi Matsumoto     |
| 14 | Argentina (bandiera) | C     | Osvaldo Escudero      |
| 15 | Argentina (bandiera) | A     | Patricio Mac Allister |
| 16 | Giappone (bandiera)  | A     | Akinori Mikami        |
| 17 | Giappone (bandiera)  | A     | Norihiro Yasuda       |

| N. |                     | Ruolo | Calciatore          |
| -- | ------------------- | ----- | ------------------- |
| 18 | Giappone (bandiera) | A     | Tsuyoshi Kino       |
| 19 | Giappone (bandiera) | D     | Hajime Kamo         |
| 20 | Giappone (bandiera) | C     | Fujio Yamamoto      |
| 21 | Giappone (bandiera) | C     | Kei Hatakeyama      |
| 22 | Giappone (bandiera) | P     | Hisashi Tsuchida    |
| 23 | Giappone (bandiera) | P     | Hiroyuki Takahashi  |
| 24 | Giappone (bandiera) | C     | Eiji Satō           |
| 25 | Giappone (bandiera) | D     | Tsuyoshi Sanbuichi  |
| 26 | Giappone (bandiera) | A     | Kazuo Ozaki         |
| 27 | Giappone (bandiera) | C     | Shinichiro Nakajima |
| 28 | Giappone (bandiera) | A     | Takeshi Mizuuchi    |
| 29 | Giappone (bandiera) | C     | Hiromichi Sato      |
| 30 | Giappone (bandiera) | A     | Tsutomu Sato        |
| 31 | Giappone (bandiera) | D     | Akio Mashiko        |
| 32 | Giappone (bandiera) | D     | Daisuke Kitano      |
| 33 | Giappone (bandiera) | D     | Takeshi Motoyoshi   |
| 34 | Giappone (bandiera) | A     | Hideyuki Imakura    |

## Calciomercato
| Acquisti | Acquisti              | Acquisti           | Acquisti   |
| R.       | Nome                  | da                 | Modalità   |
| -------- | --------------------- | ------------------ | ---------- |
| D        | Takeshi Motoyoshi     | Fujita             | definitivo |
| C        | Osvaldo Escudero      | Barcelona SC       | definitivo |
| A        | Patricio Mac Allister | Estudiantes (LP)   | definitivo |
| A        | Hideyuki Imamura      | Aoyama Gakuin Dai. | definitivo |

| Cessioni | Cessioni          | Cessioni | Cessioni |
| R.       | Nome              | a        | Modalità |
| -------- | ----------------- | -------- | -------- |
| D        | Yukishige Hashino |          |          |
| D        | Mitsuhito Shimoda |          |          |
| D        | Satoru Watabe     |          |          |

## Risultati

### Japan Soccer League

#### Girone di andata
| Kawasaki 15 settembre 1991 1ª giornata | Yomiuri | 5 – 1 | Mitsubishi Motors |  |

| Kashiwa 22 settembre 1991 2ª giornata | Hitachi | 2 – 2 | Mitsubishi HI |  |

| Asahikawa 29 settembre 1991 3ª giornata | Mitsubishi Motors | 3 – 2 | Mazda |  |

| Yokohama 5 ottobre 1991 4ª giornata | Toshiba | 1 – 1 | Mitsubishi Motors | Mitsuzawa Stadium |

| Tokyo 12 ottobre 1991 5ª giornata | Mitsubishi Motors | 1 – 1 | Toyota Motors |  |

| Iwata 20 ottobre 1991 6ª giornata | Yamaha Motors | 1 – 0 | Mitsubishi Motors |  |

| Tokamachi 27 ottobre 1991 7ª giornata | Mitsubishi Motors | 2 – 1 | Nissan Motors |  |

| Kyoto 10 novembre 1991 8ª giornata | Mitsubishi Motors | 0 – 3 | ANA |  |

| Hiratsuka 17 novembre 1991 9ª giornata | JR-East Furukawa | 2 – 1 | Mitsubishi Motors |  |

| Tokyo 23 novembre 1991 10ª giornata | Mitsubishi Motors | 3 – 1 | Honda Motor | National Stadium |

| Kobe 1º dicembre 1991 11ª giornata | Matsushita Electric | 4 – 1 | Mitsubishi Motors |  |

#### Girone di ritorno
| Tokyo 11 gennaio 1992 12ª giornata | Mitsubishi Motors | 0 – 0 | ANA | Nishigaoka Stadium |

| Hamamatsu 19 gennaio 1992 13ª giornata | Honda Motor | 1 – 1 | Mitsubishi Motors | Honda Soccer Stadium |

| Tokyo 26 gennaio 1992 14ª giornata | Mitsubishi Motors | 1 – 1 | JR-East Furukawa |  |

| Tokyo 11 febbraio 1992 15ª giornata | Mitsubishi Motors | 2 – 1 | Yomiuri |  |

| Fukuoka 16 febbraio 1992 16ª giornata | Nissan Motors | 2 – 1 | Mitsubishi Motors |  |

| Tokyo 25 febbraio 1992 17ª giornata | Yamaha Motors | 2 – 1 | Mitsubishi Motors | National Stadium |

| Fuji 1º marzo 1992 18ª giornata | Toyota Motors | 3 – 0 | Mitsubishi Motors |  |

| Tokyo 8 marzo 1992 19ª giornata | Mitsubishi Motors | 1 – 0 | Toshiba | National Stadium |

| Matsuyama 15 marzo 1992 20ª giornata | Mazda | 3 – 0 | Mitsubishi Motors |  |

| Tokyo 20 marzo 1992 21ª giornata | Mitsubishi Motors | 2 – 3 | Hitachi |  |

| Tokyo 29 marzo 1992 22ª giornata | Mitsubishi Motors | 2 – 0 | Matsushita Electric |  |

### JSL Cup
| Muroran 18 agosto 1991 Primo turno | Mitsubishi Motors | 2 – 4 | Sumitomo Metals |  |

### Coppa dell'Imperatore
| Muroran 14 dicembre 1991 Primo turno | Mitsubishi Motors | 1 – 0 | Osaka Shodai |  |

| Amagasaki 15 dicembre 1991 Secondo turno | Mitsubishi Motors | 1 – 0 | Matsushita Electric |  |

| Takamatsu 21 dicembre 1991 Quarti di finale | Honda Motor | 4 – 3 (d.c.r.) (2 – 2) | Mitsubishi Motors |  |

## Statistiche

### Statistiche di squadra
| Competizione          | Punti | Totale | Totale | Totale | Totale | Totale | Totale | DR  |
| Competizione          | Punti | G      | V      | N      | P      | Gf     | Gs     | DR  |
| --------------------- | ----- | ------ | ------ | ------ | ------ | ------ | ------ | --- |
| JSL Division 1        | 21    | 22     | 5      | 6      | 11     | 10     | 25     | -15 |
| JSL Cup               | -     | 1      | 0      | 0      | 1      | 0      | 2      | -2  |
| Coppa dell'Imperatore | -     | 3      | 2      | 1      | 0      | 4      | 2      | +2  |
| Konica Cup            | -     | 2      | 2      | 0      | 4      | 6      | 9      | -3  |
| Totale                | -     | 28     | 9      | 7      | 16     | 20     | 38     | -18 |

### Statistiche dei giocatori
| Giocatore       | JSL1     | JSL1 | JSL Cup  | JSL Cup | Coppa dell'Imperatore | Coppa dell'Imperatore | Konica Cup | Konica Cup | Totale   | Totale |
| Giocatore       | Presenze | Reti | Presenze | Reti    | Presenze              | Reti                  | Presenze   | Reti       | Presenze | Reti   |
| --------------- | -------- | ---- | -------- | ------- | --------------------- | --------------------- | ---------- | ---------- | -------- | ------ |
| P. Mac Allister | ?        | 1    | ?        | 0       | ?                     | ?                     | ?          | 3          | ?        | 4+     |
| O. Escudero     | 18       | 4    | 1        | 0       | ?                     | ?                     | ?          | 0          | 19+      | 4+     |
| M. Fukuda       | 15       | 7    | 0        | 0       | 3                     | 2                     | ?          | 2          | 18+      | 11     |
| H. Hara         | 2        | 0    | 1        | 0       | 0                     | 0                     | 0          | 0          | 3        | 0      |
| K. Hatakeyama   | 4        | 1    | 0        | 0       | 0                     | 0                     | 0          | 0          | 4        | 1      |
| O. Hirose       | 18       | 3    | 1        | 0       | 2                     | 0                     | ?          | 0          | 21+      | 3      |
| Y. Matsumoto    | ?        | 1    | 1        | 1       | ?                     | ?                     | ?          | 0          | 1+       | 2+     |
| A. Mikami       | 8        | 0    | 0        | 0       | 0                     | 0                     | 0          | 0          | 8        | 0      |
| T. Mizuuchi     | 1        | 0    | 0        | 0       | 0                     | 0                     | 0          | 0          | 1        | 0      |
| T. Motoyoshi    | 16       | 1    | ?        | 0       | ?                     | ?                     | ?          | 0          | 16+      | 1+     |
| A. Natori       | 21       | 0    | 1        | 0       | 2                     | ?                     | ?          | 0          | 24+      | 0+     |
| K. Ozaki        | 9        | 1    | 1        | 0       | ?                     | ?                     | ?          | 0          | 10+      | 1+     |
| E. Sato         | 5        | 1    | 0        | 0       | ?                     | ?                     | ?          | 0          | 5+       | 1+     |
| K. Shinto       | 22       | 1    | 1        | 1       | ?                     | ?                     | ?          | 0          | 23+      | 2+     |
| A. Sonobe       | 10       | -?   | 0        | 0       | 0                     | 0                     | ?          | -?         | 10+      | 0+     |
| H. Tsuchida     | 12       | -?   | 1        | -3      | 3                     | -2                    | ?          | -?         | 16+      | -5+    |
| H. Tsujiya      | ?        | 1    | ?        | 0       | ?                     | ?                     | ?          | 1          | ?        | 2+     |
| F. Yamamoto     | ?        | 1    | ?        | 0       | ?                     | ?                     | ?          | 0          | ?        | 1+     |
| M. Yamaji       | ?        | 1    | ?        | 0       | ?                     | ?                     | ?          | 0          | ?        | 1+     |
| Y. Yoshida      | 12       | 1    | 0        | 0       | ?                     | ?                     | ?          | 0          | 12+      | 1+     |